# Cornella pescadora
La cornella pescadora (Corvus ossifragus) és un ocell de la família dels còrvids (Corvidae).
Habita les platges, pantans i camps de l'est i sud-est dels Estats Units des del centre i sud-est de Nova York i Massachusetts cap al sud fins al sud de Florida i, cap a l'oest fins al sud de Texas, principalment per la costa però també terra endins a la llarga dels grans rius, cap al nord fins al nord-oest de Louisiana, est d'Oklahoma, a la llarga del Mississippi fins al sud d'Illinois i sud-oest de Kentucky, i fins a la zona central des de Pennsylvania fins Geòrgia.